# 67e corps de réserve (Allemagne)
Pour les articles homonymes, voir 67e corps.
Le 67e corps de réserve (en allemand : LXVII. Reservekorps) était un corps d'armée d'unités de réserve de l'armée de terre allemande: la Heer au sein de la Wehrmacht pendant la Seconde Guerre mondiale.

## Historique
Le LXVII. Reservekorps est formé le 24 septembre 1942 dans le Wehrkreis II à partir de l'Höheres Kommando LXVII..

Il est renommé LXVII. Armeekorps le 20 janvier 1944.

## Organisation

### Commandants successifs
| Date                                | Grade                  | Commandant                      |
| ----------------------------------- | ---------------------- | ------------------------------- |
| 25 septembre 1942 - 20 janvier 1944 | General der Infanterie | Walther Fischer von Weikersthal |

## Théâtres d'opérations
- Sud de la France : Septembre 1942 - Janvier 1944

## Ordre de batailles

### Rattachement d'Armées
| Date    | Armée   | Groupe d'Armées |
| ------- | ------- | --------------- |
| 1942    |         |                 |
| Octobre | z. Vfg. | Heeresgruppe D  |
| 1943    |         |                 |
| Janvier | z. Vfg  | Heeresgruppe D  |
| 1944    |         |                 |
| Janvier | z. Vfg. | Heeresgruppe D  |

### Unités subordonnées

#### Unités organiques
- Arko 467
- Korps-Nachrichten-Abteilung 467

## Sources
- (de) LXVII. Reserve-Korps sur lexikon-der-wehrmacht.de